# モンストゥール・サクレ
『モンストゥール・サクレ』は、河惣益巳による日本の漫画短編作品のシリーズ。『花とゆめプラチナ増刊』（白泉社）1997年12月号と1998年5月号に掲載された。

## 概要
モンマルトルのうらぶれた娼館を根城とする美貌の男娼オリアンと、ブルターニュ出身の元漁師の警察官ビュルダンの恋を描いたBL作品である。河惣益巳の大河シリーズ『ツーリング・エクスプレス』および『ジェニー・シリーズ』と作品世界を共有する短編群のひとつであり、本作の脇役ウジェーヌは後に『ツーリング・エクスプレス』シリーズのレギュラー登場人物となっている。また本作の主人公であるオリアンとビュルダンも『ツーリング・エクスプレス』シリーズに1度だけ登場している。

## 登場人物
オリアン
モンマルトルの娼婦が産んだ私生児。絶世の美貌を持つ男娼（同性愛専門）。自分の生まれた娼館にいる引退した娼婦達を、自分の稼ぎで養っている。自分を蔑んだり好奇の目で見たりしないビュルダンに想いを寄せる。
ビュルダン・カルナック
ブルターニュ地方で漁師をしていたが、母親に請われて警察官に転職し、パリに転勤して来た。異常に酒に強い。元々はノーマルな青年だったが…。
サラ・シベルタ
モンマルトル出身の若手シャンソン歌手。ある秘密を抱えている。
ウジェーヌ・サンマール
モンマルトルの裏社会の顔役でオリアンの兄貴分。男娼のようなこともするが、本来は異性愛専門である。男の同性愛者達にも優しく、本作ではオリアンとビュルダンの恋の成就を手助けする。後に『ツーリング・エクスプレス』シリーズの常連となり、やはり男同士のカップルであるリュシオンとウスーリの夫婦仲の潤滑剤として活躍している。

## 後日談
本作の8年後に執筆された「ツーリング・エクスプレス特別編：ドラグール〜浮気者〜」ではオリアンの娼館はレストラン「半島（ラ・ペニンシュラ）」へと商売替えしており、ビュルダンをシェフとしてブルターニュ料理（クレープと海鮮料理）の専門店となっている。

## 拷問部屋
ウジェーヌとオリアンが根城とし、現在はレストラン「半島」となっている建造物の地下には、かつて娼館だった時代に設置された通称「拷問部屋」が存在している。この拷問部屋はもともとSMプレイ用に設置されたものであるが、その後は主にお仕置き用に使用されており、しばしば作者の作品中に登場している。
「モンストゥール・サクレ2」ではウジェーヌがオリアンにお仕置きをされ、また「ツーリング・エクスプレス特別編」ではリュシオンがウジェーヌの協力を得たウスーリに2度もお仕置きをされることとなった。

## 書誌情報
- 河惣益巳 『モンストゥール・サクレ』 白泉社〈花とゆめコミックス〉、1999年9月発売、ISBN 4-592-17740-1
- 河惣益巳 『モンストゥール・サクレ』 白泉社〈白泉社文庫〉、2010年3月16日発売、ISBN 978-4-592-88836-9